# Mohamed Hamdan Dagalo
Mohamed Hamdan Dagalo (em árabe: محمد حمدان دقلو, translit. Muẖammad H̱amdān Daqlu, nascido 1974 ou 1975 (50–51 anos)), geralmente referido como Hemetti (em árabe: حميدتي), Hemedti,  Hemeti  ou Hemitte, é um general sudanês da tribo Rizeigat de Darfur, que foi vice-presidente do Conselho Militar de Transição após o golpe de Estado de 2019.  Em 21 de agosto de 2019, o órgão transferiu o poder para o Conselho de Soberania Civil-Militar, do qual Hemetti é membro.
Hemetti declarou aos funcionários da União Africana sua co-responsabilidade na execução do massacre e estupros de Adwa em 23 de novembro de 2004 no sul de Darfur. Desde 2013, Hemetti comanda as Forças de Apoio Rápido, que, segundo a Human Rights Watch e o professor Eric Reeves, foi responsável por crimes contra a humanidade, incluindo assassinatos sistemáticos de civis e estupros em Darfur em 2014 e 2015. A força paramilitar foi apontada como a principal responsável pelo massacre de Cartum em 3 de junho de 2019, enquanto Hemetti continuou a ser seu líder. Hemetti usou as Forças de Apoio Rápido para assumir o controle das operações de mineração de ouro em 2017.
Em 2019, ele era uma das pessoas mais ricas do Sudão por meio de sua empresa al-Junaid, que tinha uma ampla gama de interesses comerciais, incluindo investimentos, mineração, transporte, aluguel de carros, ferro e aço. No início de julho de 2019, Hemetti era considerado a pessoa mais poderosa do Sudão. Em nome do Conselho Militar de Transição, Hemetti assinou um Acordo Político em 17 de julho de 2019 e um Projeto de Declaração Constitucional em 4 de agosto de 2019, juntamente com Ahmed Rabee em nome das Forças de Liberdade e Mudança (FFC), como passos importantes na transição do Sudão para a democracia em 2019. Em setembro de 2019, Hemetti ajudou a negociar um acordo de paz entre grupos em conflito armado em Port Sudan.
Hemetti participou do golpe de Estado de 2021, mas desde então se distanciou do mesmo; em fevereiro de 2023, chamou o golpe de "erro". Os comentários foram parte de um desentendimento crescente entre ele e o líder do exército Abdel Fattah al-Burhan. Em abril de 2023, Dagalo mobilizou as Forças de Apoio Rápido contra o governo de al-Burhan, alegando capturar locais importantes do governo, embora al-Burhan tenha contestado isso.

## Infância e juventude
Hemetti nasceu em 1973 ou 1974 ou 1975, sendo sobrinho de Juma Dagolo um chefe da comunidade Rizeigat originalmente do Chade. Frequentou a escola primária até a terceira série e não teve outra educação formal. Ele se mudou para o norte de Darfur e depois se estabeleceu no sul de Darfur em 1987. Ele é membro da subseção Awlad Mansour da tribo Mahariya, que faz parte da confederação tribal de pastoreio de camelos (Abbala) Rizeigat do Norte. Hemetti negociou camelos antes da guerra em Darfur.

## Carreira paramilitar e crimes de guerra
Hemetti se tornou um líder dos Janjaweed durante a Guerra em Darfur, que começou em 2003  e um "amir" na Guarda de Fronteira no mesmo ano. Foi nomeado brigadeiro-general nas recém-criadas Forças de Apoio Rápido pelo governo de Omar al-Bashir (1989-2019), que, Desde 10 de junho de  2019, é um foragido indiciado por crimes de guerra, crimes contra a humanidade e genocídio pelo Tribunal Penal Internacional (TPI). As Forças de Apoio Rápido foram criadas em 2013 sob a liderança de Hemetti, a partir de ex-grupos de combatentes Janjaweed, vários dos quais líderes e apoiadores (Ahmed Haroun, Ali Kushayb, Abdel Rahim Mohammed Hussein, além de al-Bashir) foram indiciados por guerra crimes pelo TPI.
O cartunista político sudanês Khalid Albaih afirmou que os soldados comandados por Hemetti "cometeram inúmeros crimes de guerra" durante a guerra. Um diplomata ocidental entrevistado pelo The National afirmou que Hemetti pretende "distanciar-se" dos crimes de guerra que ocorreram durante a guerra. Niemat Ahmadi, fundadora do Darfur Women Action Group, afirmou que Hemetti se tornou conhecido durante a Guerra em Darfur "por causa das pessoas que matou, do número de aldeias que destruiu, das muitas mulheres que foram estupradas".
O pesquisador do Sudão, Eric Reeves, estimou que é "provável" que Hemetti tenha "acumulado mais sangue sudanês em suas mãos no conflito em Darfur e [no conflito em] Kordofan do Sul - bem como em Cartum e em outros lugares - do que qualquer outro homem no país" e que a gestão da guerra de Hemetti foi "por meio de crimes de atrocidades em série, incluindo genocídio e crimes contra a humanidade".

### Massacre de Adwa de 23 de novembro de 2004
Hemetti era o líder de uma das milícias Rizeigat que matou 126 aldeões em Adwa, no Darfur do Sul, em um ataque metódico e sistemático que começou em 23 de novembro de 2004 às 6h. As milícias incendiaram todas as casas, queimaram alguns corpos e jogaram outros em poços para esconder as evidências do massacre. As milícias atiraram nos aldeões do sexo masculino imediatamente, estupraram meninas e detiveram mulheres por dois dias. Hemetti afirmou aos funcionários da União Africana que o massacre havia sido planejado em coordenação com soldados do governo durante vários meses.

### Crimes contra a humanidade em Darfur em 2014-2015
Em 2014, as Forças de Apoio Rápido, lideradas por Hemetti, realizaram a "Operação Verão Decisivo" no sul de Darfur e no norte de Darfur do final de fevereiro ao início de maio de 2014, durante o qual conduziram "assassinatos, estupros em massa e tortura de civis; o deslocamento forçado de comunidades inteiras; a destruição da infraestrutura física necessária para sustentar a vida no ambiente áspero do deserto, incluindo poços, depósitos de alimentos, abrigos e implementos agrícolas”. Os membros das Forças de Apoio Rápido sob o comando de Hemetti repetidamente atacaram e queimaram 10 cidades no sul de Darfur, principalmente durante os dois dias que começaram em 27 de fevereiro de 2014. Testemunhas entrevistadas pela Human Rights Watch (HRW) relataram assassinatos de civis e estupros cometidos pelos paramilitares.
Os rebeldes do Exército/Movimento de Libertação do Sudão da facção de Minni Minnawi (SLA/MM) estiveram presentes em algumas das cidades, mas as deixaram no momento dos crimes contra a humanidade perpetrados sob o comando de Hemetti. Testemunhas relataram homens baleados na cabeça pelas Forças de Apoio Rápido depois de terem sido forçados a deitar no chão, e mulheres selecionadas para estupro no mato. Khalil, uma testemunha de Hiraiga, afirmou que viu Hemetti entrar em Hiraiga com outros membros das Forças de Apoio Rápido no dia em que sete mulheres, nomeadas por Khalil, foram estupradas em Hiraiga ou em Afouna nas proximidades. Na aldeia de Um Bargarain, as Forças de Apoio Rápido de Hemetti separou os homens das crianças e os assassinou.
Em março de 2014, as forças de Hemetti deslocaram-se para o norte de Darfur e continuaram a destruir aldeias nas quais o SLA/MM estava ausente e atirar e estuprar civis. Na fase II da "Operação Verão Decisivo", as Forças de Apoio Rápido, juntamente com outros soldados do governo, realizaram uma campanha de assassinatos de civis e estupros em Jebel Marra e Jebel Marra Oriental de dezembro de 2014 a maio de 2015.
Ibrahim, um desertor das Forças de Apoio Rápido entrevistado pela HRW, afirmou que Hemetti e outros oficiais das Forças de Apoio Rápido deram ordens para "abusar de mulheres". Ibrahim viu 11 mulheres estupradas durante um ataque em Hijer Tunyo e admitiu ter matado uma mulher que tentou estuprar.

## Assuntos de Paz
Mohamed Hamdan Daglo liderou a equipe de negociações governamentais com os movimentos rebeldes em Juba, capital do Sudão do Sul. E após muitas rodadas com os líderes desses movimentos, que se rebelam contra o estado desde 2003, nas regiões de Darfur, Nilo Azul e Kordofan do Sul, eles conseguiram chegar a um acordo de paz em outubro de 2020.